# BK UNIKS Kasan
Der BK UNIKS Kasan ist ein professioneller Basketballverein aus Russland. Der Verein ist in der Stadt Kasan in der Republik Tatarstan im Föderationskreis Wolga beheimatet. UNIKS – steht in der Transkription für UNIversität-Kultur-Sport.

## Geschichte
Die Geschichte des Vorgänger-Klubs von UNIKS beginnt 1957 an der Universität in Kasan. Die Mannschaft erreicht einige Erfolge im Studentenbasketball und wird 1965 und 1970 die beste Uni-Mannschaft der Sowjetunion.
Die Neugründung erfolgte 1991. Die ersten Jahre spielte man unterklassig bis zum Aufstieg in die russische Superliga in der Saison 1996/97. Nach zwei durchaus erfolgreichen Jahren mit jeweils einem fünften Platz in der regulären Meisterschaft etablierte sich UNIKS im neuen Jahrtausend als eine der stärksten russischen Mannschaften.
Der erste nationale Titel wurde 2003 mit dem russischen Pokal gewonnen, als man im Overtime ZSKA mit 82:81 schlug. Der erste europäische Titel folgte 2004, als man als Gastgeber der Final-Four im FIBA EuroCup gegen Maroussi mit 87:63 gewann. In den Folgejahren gehörte man zwar ständig zu den besten vier Mannschaften der russischen Meisterschaft, doch der nächste Erfolg ließ bis zum Jahre 2009, als man wiederum den russischen Pokal gewann, auf sich warten. Das bisher erfolgreichste Jahr in der Geschichte von UNICS war das Jahr 2011, als man nach dem Gewinn der regulären Saison in der russischen Meisterschaft Dritter wurde und anschließend den ULEB Eurocup gewann. Im Folgejahr startete man zum ersten Mal in der EuroLeague und erreichte das Viertelfinale. Der nächste Titelgewinn gelang 2014 mit dem Sieg im nationalen Pokal. Im gleichen Jahr erreichte UNIKS das Finale des Eurocups, verlor jedoch gegen Valencia in zwei Spielen.

### Saisonübersicht
| Saison  | Liga          | Regulär   | Play-off      | Europa                               | Regional               |
| ------- | ------------- | --------- | ------------- | ------------------------------------ | ---------------------- |
| 1997–98 | Superleague A | 5. (West) | 7.            | Korać-Cup Gruppenphase               |                        |
| 1998–99 | Superleague A | 5.        | 5.            | Pokal der Pokalsieger 1/16 Finale    |                        |
| 1999–00 | Superleague A | 3.        | 3.            | Korać-Cup 1/16 Finale                |                        |
| 2000–01 | Superleague A | 2.        | 2.            | Pokal der Pokalsieger Halbfinale     |                        |
| 2001–02 | Superleague A | 2.        | 2.            | Pokal der Pokalsieger Viertelfinale  |                        |
| 2002–03 | Superleague A | 3.        | 3.            | FIBA EuroCup Viertelfinale           | NEBL Sieger            |
| 2003–04 | Superleague A | 2.        | 2.            | FIBA EuroCup Sieger                  |                        |
| 2004–05 | Superleague A | 3.        | 3.            | FIBA EuroCup Viertelfinale           |                        |
| 2005–06 | Superleague A | 4.        | 4.            | ULEB Cup Achtelfinale                |                        |
| 2006–07 | Superleague A | 2.        | 2.            | ULEB Cup Halbfinale                  |                        |
| 2007–08 | Superleague A | 3.        | 6.            | ULEB Cup Viertelfinale (Final Eight) |                        |
| 2008–09 | Superleague A | 4.        | 3.            | ULEB Eurocup Top-16                  |                        |
| 2009–10 | Superleague A | 3.        | 3.            | ULEB Eurocup Top-16                  | VTB Liga 2.            |
| 2010–11 | PBL           | 1.        | 3.            | ULEB Eurocup Sieger                  | VTB Liga 3.            |
| 2011–12 | PBL           | 6.        | 5.            | ULEB Euroleague Viertelfinale        | VTB Liga 2.            |
| 2012–13 | PBL           | 6.        |               | ULEB Eurocup Viertelfinale           | VTB Liga Viertelfinale |
| 2013–14 | VTB Liga      | 1. Gr. A  | Halbfinale    | ULEB Eurocup Finale                  |                        |
| 2014–15 | VTB Liga      | 6.        | Viertelfinale | ULEB Eurocup Halbfinale              |                        |
| 2015–16 | VTB Liga      | 2.        | Finale        | ULEB Eurocup Achtelfinale            |                        |
| 2016–17 | VTB Liga      | 5.        | Viertelfinale | EuroLeague Top 16                    |                        |
| 2017–18 | VTB Liga      | 4.        | 4.            | ULEB Eurocup Viertelfinale           |                        |
| 2018–19 | VTB Liga      | 2.        | Halbfinale    | ULEB Eurocup Halbfinale              |                        |

## Erfolge
- Sieger ULEB Eurocup: 2011
- Sieger FIBA EuroCup: 2004
- Russischer Pokal (3): 2003, 2009, 2014
- Sieger NEBL: 2003